# Eliza Comes to Stay
Eliza Comes to Stay è un film del 1936 diretto da Henry Edwards.

## Produzione
Il film fu prodotto dalla Julius Hagen Productions.

## Distribuzione
Distribuito dalla Twickenham Film Distributors Ltd., il film uscì nelle sale cinematografiche britanniche nel 1936. Il film è inedito in Italia